# Cephaloscyllium cooki
Cephaloscyllium cooki är en hajart som beskrevs av Last, Séret och White 2008. Cephaloscyllium cooki ingår i släktet Cephaloscyllium och familjen rödhajar. IUCN kategoriserar arten globalt som otillräckligt studerad. Inga underarter finns listade i Catalogue of Life.